# Samuel Labarthe
Samuel Labarthe (Ginevra, 16 maggio 1962) è un attore e doppiatore svizzero con cittadinanza francese.
Oltre all'attività principale di attore per cinema e teatro, Labarthe è noto in Francia per il ventennale doppiaggio di star hollywoodiane quali George Clooney e Liam Neeson, oltre ad altri attori quali Tommy Lee Jones dal 2012 e Robert Redford dal 2014.
Ha la doppia nazionalità svizzera e francese.

## Vita privata
È stato sposato dal 1992 al 1997 con l'attrice russa Elena Safonova, dalla quale ha avuto un figlio. In seguito si è risposato con l'attrice Hélène Médigue; la coppia ha avuto tre figli e si è separata nel 2016.

## Filmografia parziale

### Cinema
- L'accompagnatrice (L'Accompagnatrice), regia di Claude Miller (1992)
- Pranzo di Natale (La Bûche), regia di Danièle Thompson (1999)
- And Now... Ladies & Gentlemen, regia di Claude Lelouch (2002)
- Anime erranti (Leo Égarés), regia di André Téchiné (2003)
- Le Divorce - Americane a Parigi (Le Divorce), regia di James Ivory (2003)
- Deux jours à tuer, regia di Jean Becker (2008)
- Ces amours-là, regia di Claude Lelouch (2010)
- Per mio figlio (Moka), regia di Frédéric Mermoud (2016)
- Notre-Dame in fiamme (Notre-Dame brûle), regia di Jean-Jacques Annaud (2022)

### Televisione
- Delitto in Camargue (Crime à Aigues-Mortes), regia di Claude-Michel Rome – film TV (2015)
- La foresta (La Forêt) – miniserie TV (2017)
- Little Murders by Agatha Christie (Les Petits Meurtres d'Agatha Christie) – serie TV, 27 episodi (2013-2019)
- La favorita del re (Diane de Poitiers), regia di Josée Dayan – miniserie TV (2022)